# Liste der Naturschutzgebiete im Landkreis Berchtesgadener Land
Im Landkreis Berchtesgadener Land gibt es drei Naturschutzgebiete. Zusammen nehmen sie im Landkreis eine Fläche von etwa 2.684 Hektar ein. Das größte Naturschutzgebiet ist das 1955 eingerichtete Naturschutzgebiet Östliche Chiemgauer Alpen.
| Name                          | Bild | Kennung                   | Kreis                                                | Einzelheiten                                                   | Position | Fläche Hektar | Datum |
| ----------------------------- | ---- | ------------------------- | ---------------------------------------------------- | -------------------------------------------------------------- | -------- | ------------- | ----- |
| Aschau                        |      | NSG-00561.01 WDPA: 318121 | Landkreis Berchtesgadener Land                       |                                                                | ⊙        | 729,13        | 1982  |
| Östliche Chiemgauer Alpen     |      | NSG-00069.01 WDPA: 4415   | Landkreis Berchtesgadener Land, Landkreis Traunstein | LK Berchtesgadener Land 1.903,90 ha, LK Traunstein 7.853,76 ha | ⊙        | 9.757,66      | 1955  |
| Schwarzbach                   |      | NSG-00515.01 WDPA: 165489 | Landkreis Berchtesgadener Land                       |                                                                | ⊙        | 51,17         | 1996  |
| Legende für Naturschutzgebiet |      |                           |                                                      |                                                                |          |               |       |